# Artistes d'Alba-la-Romaine
Les Artistes d'Alba-la-Romaine sont des peintres, des sculpteurs, des musiciens ou des écrivains, qui ont séjourné et travaillé, quelques années ou plusieurs décennies, à Alba-la-Romaine à  partir de 1949.

## L'appel d'André Lhote
Dans un « Avis aux touristes » publié en septembre 1948 dans le journal Combat André Lhote observe que de nombreux peintres écrivains, industriels, ont suivi ses conseils et ont acheté « des maisons en péril » pour passer l'été à Mirmande dans la Drôme, où lui-même en a acquis une, et à Gordes en Vaucluse. Mais, poursuit-il, il est encore « des centaines » de « villages aux trois quarts abandonnés » qui « agonisent ».
Il prend ainsi dans son article l'exemple d'Alba-la-Romaine dont il décrit la situation au bord de l'Escoutay, ses « rues caillouteuses », « ses murs en damiers irréguliers » de « pierres noires et blanches ». « Les maisons abandonnées ont encore leur toit, ce qui est miraculeux : elles ne coûtent presque rien : quelques billets, ce qui est normal en ces temps où l’authentique beauté est méprisée. (...) Il n’est pas une demeure qui ne possède un vestige de la splendeur du XVIe siècle : ici une fenêtre à meneaux, là un encadrement de porte mouluré ou un linteau portant quelque inscription édifiante, ou à l’intérieur, une cheminée de pierre sculptée. (…) Voici donc un village qui souhaite impatiemment sa résurrection. Quel est l’artiste, l’intellectuel possédant dans quelque fond de tiroir une ou deux douzaines de billets excédentaires, qui reculera devant l’œuvre enivrante à accomplir : sauver une belle maison ancienne, miraculeusement rescapée de la guerre et du mépris universel »

## Artistes à Alba
À la suite de cet appel de nombreux artistes de toutes nationalités, généralement d'une quarantaine d'années, disposant souvent de peu de moyens financiers, y acquièrent des maisons, pour y séjourner et travailler durant l'été, quelques-uns s'y installant pour toute l'année. « Un seul article dans un journal parisien, un appel aux artistes étrangers séjournant dans la capitale, et le miracle s'opéra. Un, deux, puis dix, puis vingt peintres, des sculpteurs, des poètes, des écrivains, vinrent s'installer. Les vieilles masures en ruine furent relevées. » résume le journal « Le Progrès » du 4 septembre 1950.

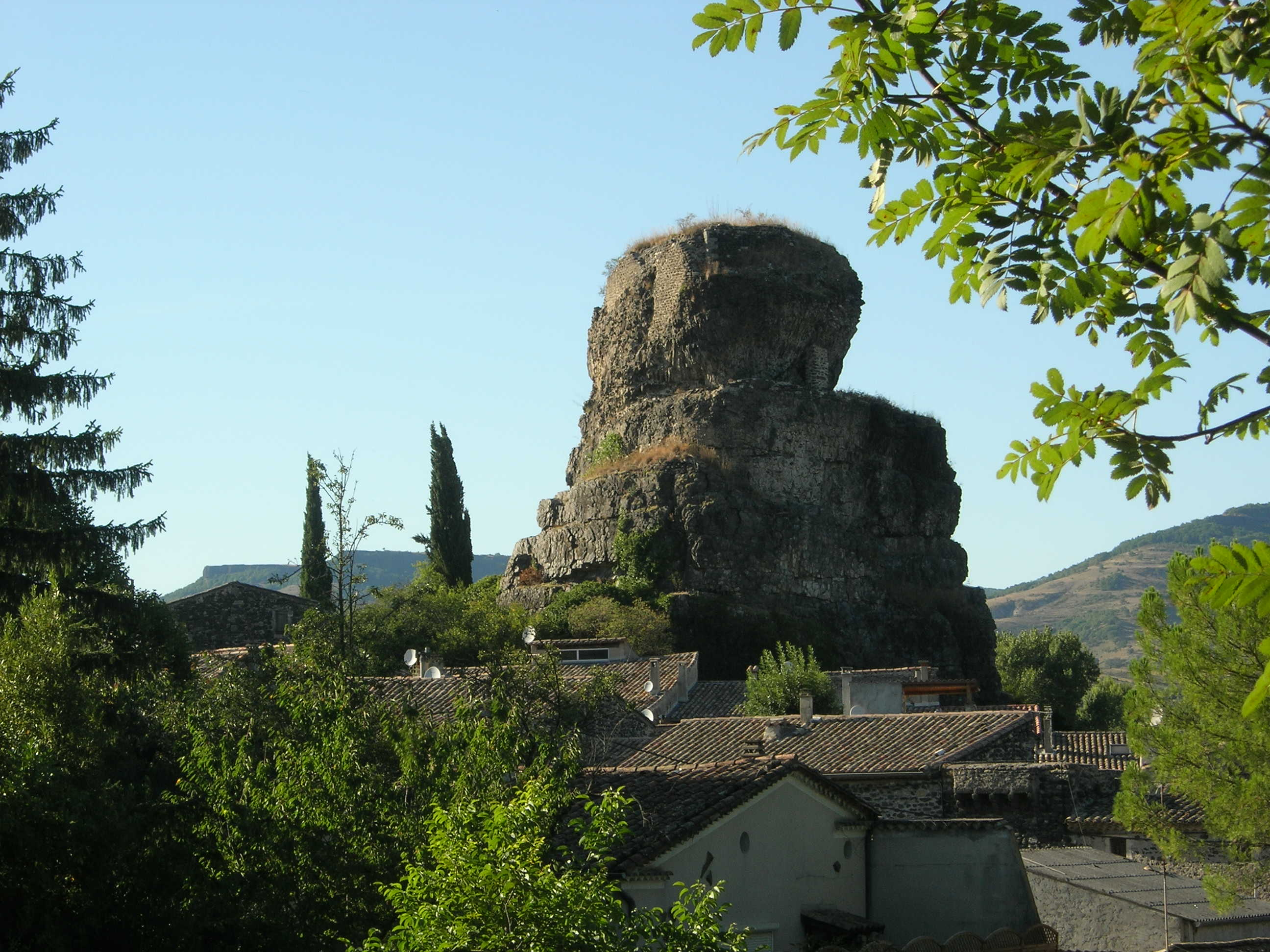
La Roche d'Alba-la-Romaine

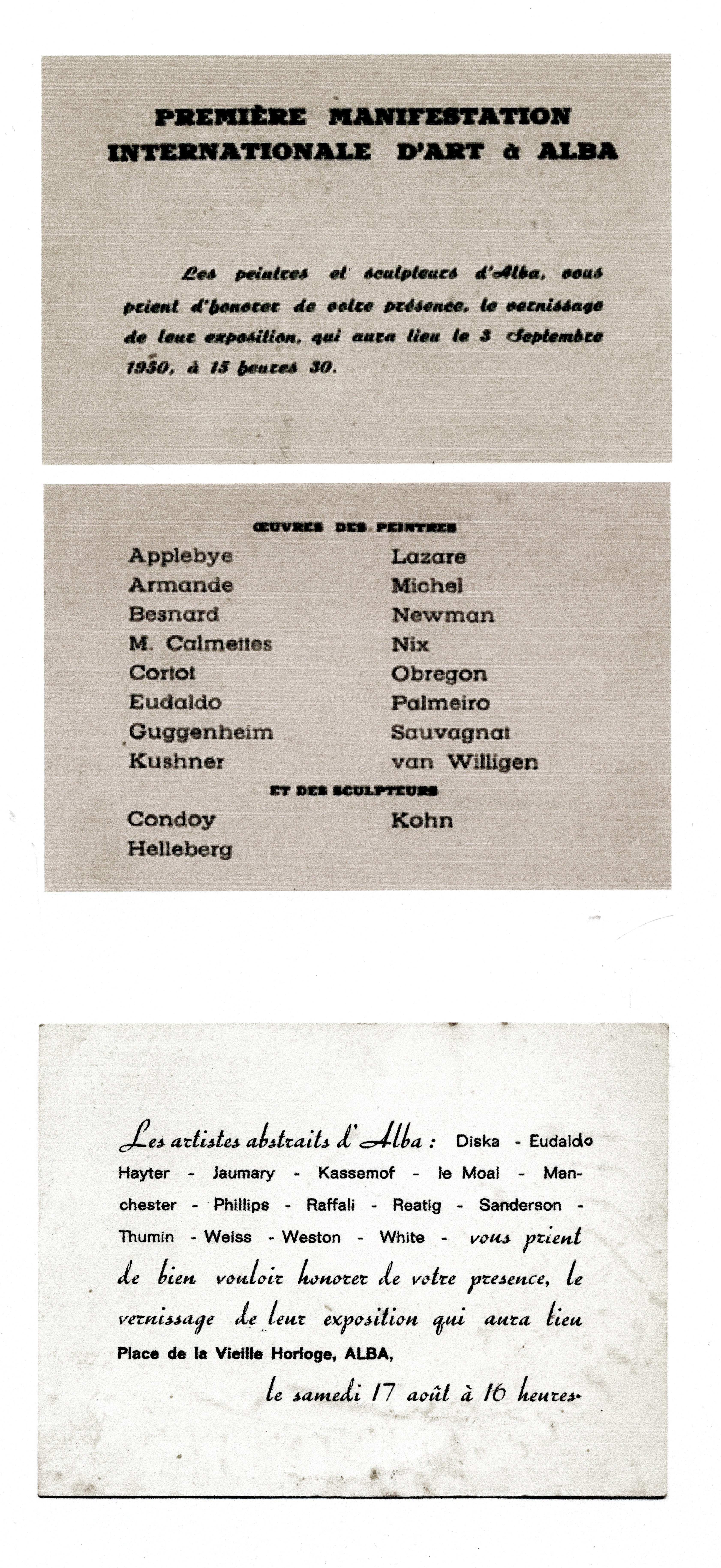
Expositions d'artistes d'Alba, années 1950

Dès septembre 1950 une « Première manifestation internationale d'art à Alba » réunit à l'école d'Alba seize peintres (dont Theodore Appleby, Eudaldo, Alejandro Obregón et trois sculpteurs (dont Honorio García Condoy et Berndt Helleberg). D'autres expositions seront ultérieurement organisées à La Roche au restaurant « La petite chaumière » et par Eudaldo, dans sa maison-galerie, et sa compagne Consuelo Araoz.
En décembre 1963 la galerie du Pont-Neuf (Place Dauphine) réunit à Paris plusieurs des artistes d'Alba dans une exposition de groupe (Calmettes, Eudaldo, Étienne Hajdu, Hayter, Jean Le Moal, Manessier, Orlando Pelayo, Roger Weiss et Yankel). « Ce n'est point tant eux-mêmes, en somme, qui se sont choisis par cooptation amicale ou fraternité, que la nature elle-même qui les a marqués de son sceau en les désignant en quelque sorte. Il ne s'agit pas, d'ailleurs de n'importe quelle nature, mais d'une nature très précise, très particularisée (encore qu'infiniment variée) l'Ardèche. L'Ardèche et ses hauts-plateaux, ses causses, ses torrents, ses villages fortifiés et déserts, ses vallées, ses roches basaltiques », écrit Denys Chevalier dans sa préface.
Parmi les nombreux peintres (figuratifs, non-figuratifs ou abstraits), sculpteurs, musiciens et écrivains ayant séjourné et/ou exposé à Alba :
- Theodore Appleby (1923-1985), peintre américain, séjourne à Alba à partir de 1950. Il est enterré au cimetière d'Alba.
- Jean Bertholle (1909-1996), peintre français, séjourne de 1972 à 1987 à Alba que lui a fait connaître son ami Jean Le Moal.
- Jeanne Besnard-Fortin (1892-1978), peintre de Montparnasse, y acquiert une maison de vacances.
- Alice Braun (1897-1971), danseuse étoile puis peintre française, propriétaire du château d'Alba, y  séjourne à partir de 1950 et y reçoit les artistes.
- Monique Calmette (1920), peintre et céramiste.
- Honorio García Condoy (1900-1953), sculpteur espagnol, séjourne à Alba de 1950 à 1952.
- Roland de Laforcade, peintre et graveur français.

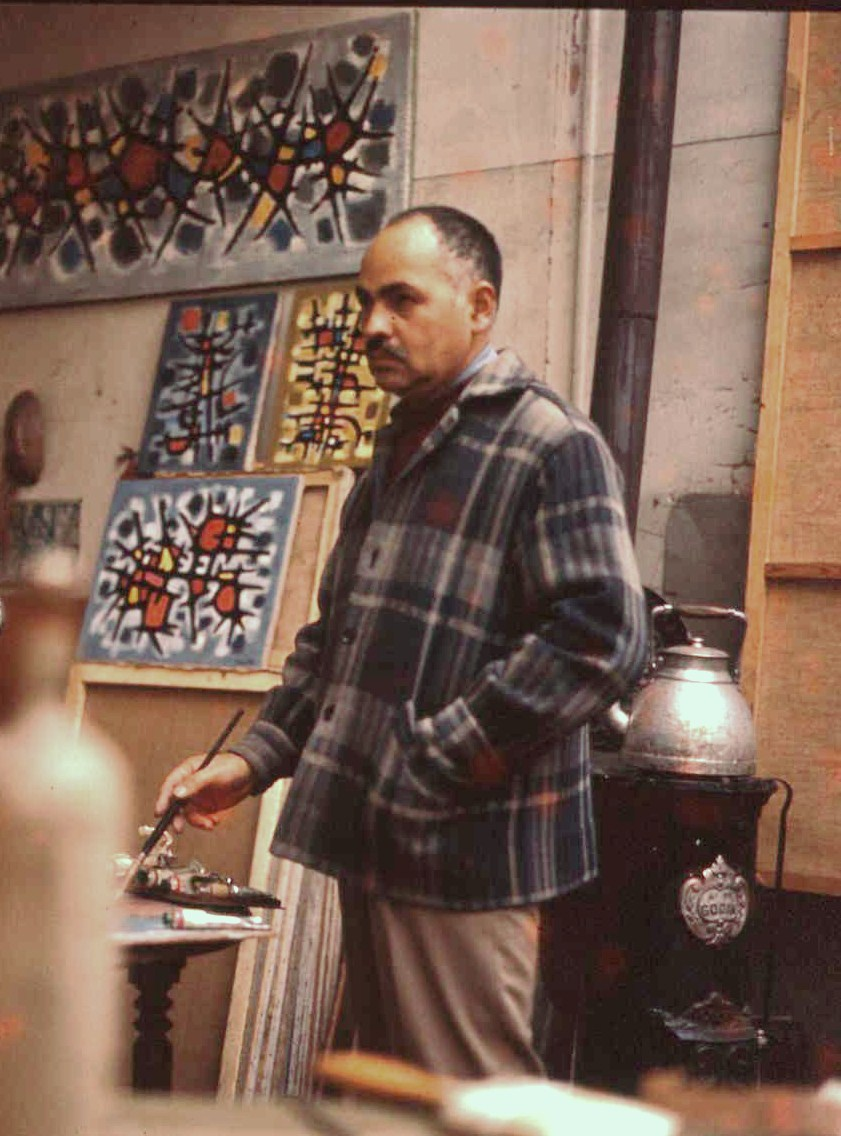
Eudaldo, fin des années 1950

- Eudaldo (1915-1987), peintre et sculpteur français d'origine chilienne, séjourne durant l'été à Alba au quartier de La Roche de 1950 à 1970.
- Jan Gregoor (en) (1914-1982), peintre néerlandais, passe un hiver chez Kees Van Willigen vers 1952.
- José Charlet (1916-1993), architecte, peintre, sculpteur et graveur français, séjourne à Alba avant d'acquérir une maison dans le village voisin de Saint-Thomé.
- Elisabeth Guggenheim (1924), peintre suisse, séjourne à Alba à partir de 1950. avec son mari Hans Guggenheim, écrivain de théâtre.
- Stanley William Hayter (1901-1988), peintre et graveur anglais, séjourne à Alba de 1950 jusqu'au début des années 1960[5].
- Berndt Helleberg (1920-2008), sculpteur suédois, s'installe à Alba au quartier de La Roche en 1949[6].
- Roger Hentz (1927-2009), artiste-peintre alsacien, expose à Alba dans les années 1950 lors de son séjour à Aubenas.
- Gabriel Kohn (1910-1975), peintre et sculpteur américain, séjourne à Alba à partir de 1949 avant de rentrer aux États-Unis en 1955.

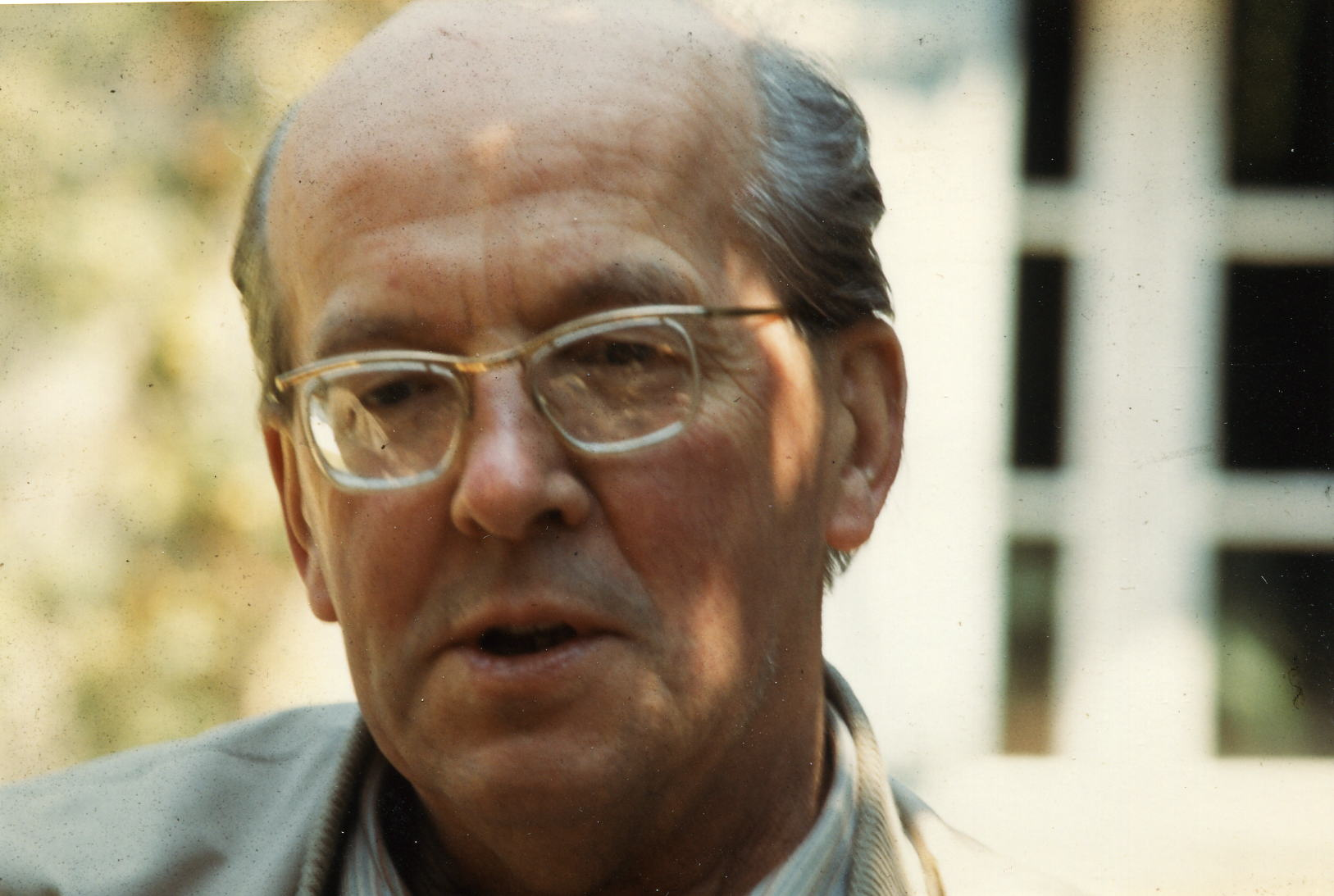
Jean Le Moal en 1971

- Jean Le Moal (1909-2007), peintre et sculpteur français, séjourne régulièrement durant l'été à La Roche d'Alba à partir de 1951 chez Eudaldo, s'installe hors de la ville en 1963 puis à Alba même de 1966 jusqu'en 1988[7].
- Hope Manchester (1907-1976), peintre et sculpteur américaine, épouse de Theodore Appleby, décédée à Alba.
- Juana Muller (1911-1952), sculpteur française d'origine chilienne, épouse de Jean Le Moal, séjourne avec lui à Alba chez Eudaldo en 1951[8].
- Bob Newman, compositeur de musique et peintre.
- Thomas Nix (1904-1998), architecte et peintre néerlandais, ami d'Honorio Garcia Condoy, séjourne à Alba à partir de 1948.
- Alejandro Obregón (1920-2992), peintre et sculpteur colombien, séjourne à Alba à partir de 1949, avant de rentrer en Colombie en 1955.

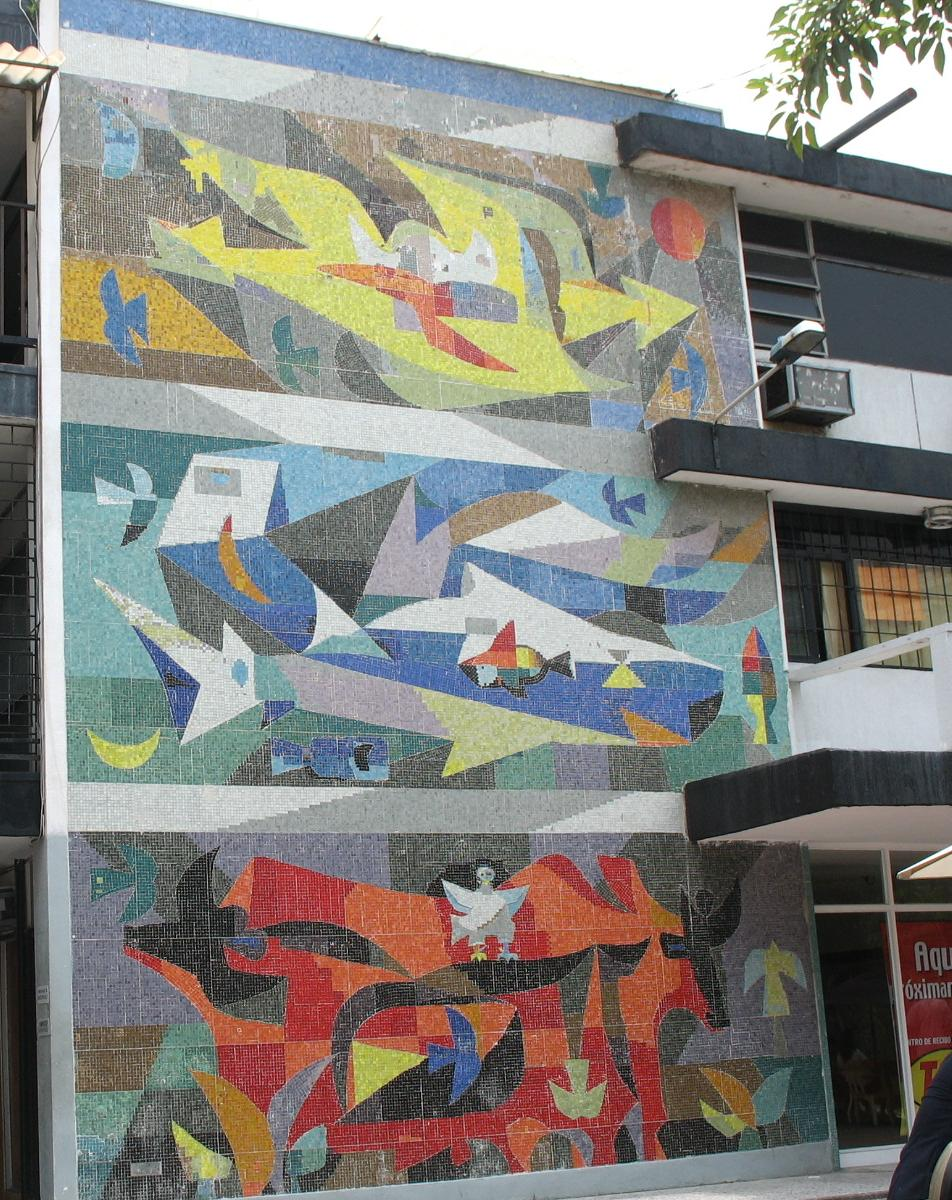
Alejandro Obregón, Tierra, Mar y Aire, mosaïque, 9 x 6 m, Mezhari building, Barranquilla (Colombie), 1957

- José Palmeiro (1901 ou 1903-1984), peintre espagnol, ami de Ginés Parra.

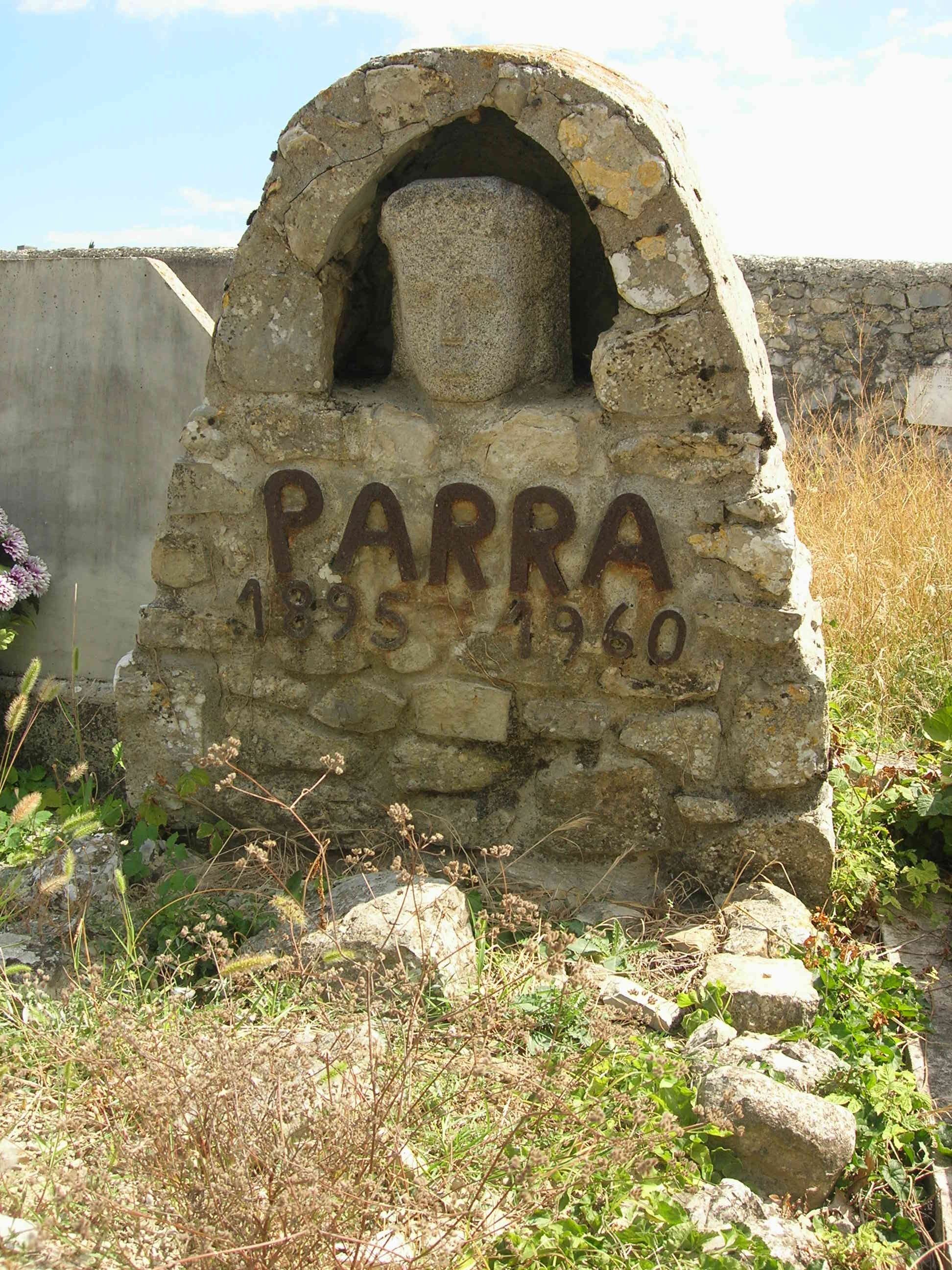
Tombe de Ginés Parra à Saint-Thomé

- Ginés Parra (1885-1960), peintre espagnol, séjourne à Alba à partir de 1950 puis à Saint-Thomé où il est enterré.
- Helen Phillips (1914-1995), sculpteur américaine, épouse de Stanley William Hayter de 1940 à 1970.
- Marita Poest-Clement (1928), sculpteur néerlandaise.
- Pat Sanderson White (1927), peintre anglaise, séjourne à Alba en 1952 en compagnie de Stanley William Hayter, Ted Appleby et Hope Manchester, puis à partir de 1957.
- Michel Sima (1912-1987), sculpteur photographe, rescapé de la Shoah, ami d'André Lhote et de Picasso[9], acquit une maison et résida de 1967 à 1970 à Saint-Pons qu'il découvrit alors qu'il se rendait à Alba en compagnie du peintre René Besset. A réalisé des portraits de Lhote, Hayter et Phillips.
- Kees Van Willigen (1915-1990), peintre néerlandais, séjourne une première fois à Alba chez Thomas Nix puis à partir de 1952. Il s'installe en 1960 à Saint-Thomé[10].
- Roger Weiss (1910-1994), peintre français, séjourne à Alba à partir de 1956. En collaboration avec sa concubine, le peintre Simonne Thierry, ils organisèrent des expositions à Alba-la-Romaine [11]